# Hutka
Hutka es un municipio del distrito de Bardejov en la región de Prešov, Eslovaquia, con una población estimada a final del año 2024 de 97 habitantes.
Se encuentra ubicado en el centro-norte de la región, cerca del río Topľa (cuenca hidrográfica del río Tisza) y de la frontera con Polonia.

## Demografía
| Año        | 1994 | 2004     | 2014    | 2024     |
| ---------- | ---- | -------- | ------- | -------- |
| Población  | 99   | 89       | 88      | 97       |
| Diferencia |      | −10,10 % | −1,12 % | +10,22 % |

| Año        | 2023 | 2024    |
| ---------- | ---- | ------- |
| Población  | 96   | 97      |
| Diferencia |      | +1,04 % |